# Gary Schwartz
Gary David Schwartz (Brooklyn, 1940) is een Nederlandse kunsthistoricus die met name veel over Rembrandt van Rijn heeft gepubliceerd. In 2009 werd hem de Prins Bernhard Cultuurfonds Prijs voor de Geesteswetenschappen toegekend.

## Jeugd en opleiding
Schwartz' moeder was een Hongaarse en zijn vader had Poolse wortels. Zelf groeide hij op in de New Yorkse wijk Brooklyn en in Queens. Hij doorliep de New York University en werkte in 1965 aan Johns Hopkins University aan een niet-afgeronde dissertatie over stillevens in de Nederlandse schilderkunst. Na zijn eerste bezoek aan Nederland, waar hij zijn Nederlandse echtgenote leerde kennen, keerde hij niet meer terug naar de VS. In 1974 kreeg hij de Nederlandse nationaliteit. Aan het Kunsthistorisch Instituut van de Universiteit Utrecht voelde hij affiniteit met J.G. van Gelders sociaal-historische benadering van de kunstgeschiedenis.

## Loopbaan
In 1966 werd Schwartz medewerker van het gereputeerde kunsthistorisch tijdschrift Simiolus en in 1967 van de uitgeverij Meulenhoff. In 1968 assisteerde hij Horst Gerson bij het voltooien van diens Rembrandt Paintings. Rond de tijd dat het Rembrandt Research Project van start ging publiceerde Van Gelder een pleidooi om Rembrandts opdrachtgevers te identificeren. Hierop ontwierp Schwartz de these dat Rembrandts kunst in belangrijke mate verband hield met de belangen en levenswandel van zijn directe opdrachtgevers.
In 1971 richtte Schwartz Uitgeverij Gary Schwartz op, gevestigd in Maarssen. Zo werd hij in 1976 redacteur en uitgever van All the Paintings of the Rijksmuseum in Amsterdam: a Completely Illustrated Catalogue door P.J.J. van Thiel.

### Reputatie als Rembrandtkenner
Schwartz' eerste eigen boek, Rembrandt: All the Etchings Reproduced in True Size, verscheen in 1977. Het is in die zin karakteristiek voor zijn publicaties dat het zich concentreert op primaire bronnen. In 1984 verscheen het Nederlandse boek Rembrandt: zijn leven, zijn schilderijen, dat het volgende jaar in het Engels werd gepubliceerd. Deze biografie vestigde Schwartz' naam als serieuze Rembrandtonderzoeker. In 1988 verkocht hij zijn uitgeverij.
Tijdens een verblijf aan het Getty Center for the History of Art and Humanities te Santa Monica, Californië, was hij een van de dertig onderzoekers die gevraagd werden in Boston te komen debatteren over de afschrijving door het RRP van de Rembrandts in het Metropolitan Museum of Art, het Museum of Fine Art en het Isabella Stewart Gardner Museum. De groep kwam tot de slotsom dat er geen consensus was om de schilderijen als echte Rembrandts te beschouwen.
Schwartz' bijdrage aan het Rembrandtonderzoek kan samengevat worden als een bijstelling van het beeld dat van de kunstenaar bestond als een geïsoleerd genie. Op grond van tal van documenten heeft Schwartz laten zien dat Rembrandt een veel competitiever persoonlijkheid had dan gedacht en niet erg belezen was. Gedurende zijn loopbaan is Schwartz vanwege zijn vertalingen een gereputeerd onderzoeker van primaire documenten geworden.